# Ermita de San Babil (Tudela)
La ermita de San Babil de Tudela (Navarra) fue una ermita, de orígenes desconocidos, que se situaba en el término de Cajanés, lugar donde se alza un pilar de ladrillo que toma el nombre de este término. Se desconoce el momento de su fundación.

## Historia y cronología de construcción
La Ermita de San Babil existió hasta finales del siglo XVII.